# Théodore Baudouin d'Aubigny
Pour les articles homonymes, voir Baudouin.
Jean-Marie-Théodore Baudouin dit Baudouin d’Aubigny, né à Paris le 19 août 1786 et mort à Champignol-lez-Mondeville le 20 mars 1849, est un dramaturge français.
Fils aîné de l’imprimeur-libraire François-Jean Baudouin, ancien député suppléant aux États généraux (1759-1835), Théodore Baudouin fut entrainé de bonne heure par un très vif goût pour le théâtre. Il débuta au mois d’avril 1815, secondé par Louis-Charles Caigniez, par le mélodrame de La Pie voleuse, qui mériterait le titre de comédie par sa marche régulière et simple. Quelque temps après, il fit jouer à l’Odéon, Les Petits Protecteurs qu’il avait fait seul et qui lui a assuré une réputation durable comme dramaturge.
Sa pièce L'Homme gris qu’il a faite avec Adolphe Poujol, a obtenu un grand succès, et a longtemps fait sensation. Son titre seul fut longtemps à la mode, et un journal semi-périodique s’en décora.
Il a donné au second Théâtre-Français Le Présent du prince, composé avec Hyacinthe Decomberousse. D’Aubigny a pris part à quelques mélodrames qui ont obtenu un grand succès.

## Théâtre
- 1815 : La Pie voleuse, ou la Servante de Palaiseau, mélodrame historique en trois actes, avec Louis-Charles Caigniez, musique d'Alexandre Piccinni, Théâtre de la Porte-Saint-Martin (29 avril)[4]
- 1815 : Washington, ou l'Orpheline de la Pennsylvanie, mélodrame en trois actes, à spectacle, musique d'Adrien Quaisain et Rénat fils[5], Théâtre de l'Ambigu-Comique (13 juillet)
- 1816 : Le Barbier de la cité, ou un Pied dans l'abîme, mélodrame en trois actes et en prose, ballets de Frédéric-Auguste Blache, musique d'Alexandre Piccinni, Théâtre de la Porte-Saint-Martin (22 août)
- 1816 : Les Petits protecteurs, ou l'Escalier dérobé, comédie en un acte et en prose, Théâtre de l'Odéon (17 septembre)
- 1817 : L'Homme gris, comédie en trois actes et en prose, avec Adolphe Poujol, Théâtre de l'Odéon (23 septembre)
- 1821 : Le Présent du Prince, ou l'Autre fille d'honneur, comédie en trois actes et en prose, avec Hyacinthe Decomberousse, théâtre-Français (15 mai)
- 1821 : Les Paratonnerres, ou les Bulles de savon, comédie en un acte et en prose, avec Boirie, Théâtre de la Porte-Saint-Martin (21 novembre)
- 1821 : Chacun son numéro, ou le Petit homme gris, comédie-vaudeville en un acte, avec Carmouche et Boirie, Théâtre de la Porte-Saint-Martin (6 décembre)
- 1822 : Le Courrier de Naples, mélodrame historique en trois actes, avec Boirie et Poujol, musique d'Alexandre Piccinni et Marty, théâtre du Panorama-Dramatique (12 mars)
- 1822 : Ali-Pacha, mélodrame en trois actes et à grand spectacle, avec Hyacinthe Decomberousse, Michel Pichat et le baron Taylor, Théâtre du Panorama-Dramatique (9 juillet)
- 1822 : Le Lépreux de la vallée d'Aoste, mélodrame en trois actes, avec Hyacinthe Decomberousse et Jean-Toussaint Merle, Théâtre de la Porte-Saint-Martin (13 août)
- 1823 : Les Deux sergents, mélodrame en trois actes, avec Auguste Maillard, Théâtre de la Porte-Saint-Martin (20 février)
- 1825 : L'Agent de change, ou une Fin de mois, drame en trois actes imité de Beaumarchais, avec Jean-Toussaint Merle et Maurice Alhoy, Théâtre de la Porte-Saint-Martin (22 février)
- 1835 : Zazezizozu, féerie-vaudeville en cinq actes, avec Adolphe Poujol et Anatole, Cirque-Olympique (5 décembre)
- 1838 : Les Adieux au pouvoir, comédie en un acte, avec Bonaventure Violet d'Epagny, Théâtre-Français (6 août)

## Sources
- Pierre Marie Michel Lepeintre Desroches, Suite du Répertoire du Théâtre Français : comédies en prose I-XVIII, t. 47, Paris, Veuve Dabo, 1823, p. 137-38.